# Cave In
I Cave In sono una band alternative metal statunitense proveniente dal Massachusetts Nell'arco della loro carriera, hanno modificato spesso il loro genere, passando da un metalcore grezzo ed aggressivo al rock indie/progressive, allo space rock, per poi tornare al suono duro degli esordi. La decisione di "ammorbidire" il sound fu dovuta anche ai problemi di gola del frontman Stephen Brodsky, che iniziò a optare per brani cantati anziché urlati.

## Storia
Formati nel 1995, avevano una formazione piuttosto variabile, fatta di diversi cantanti e di bassisti che si succedevano senza averne uno fisso; il primo cantante fu Jay Frechette, che lasciò la formazione nel 1997 facendo posto a Dave Scrod, che a sua volta abbandonò la band appena due settimane prima di registrare il loro primo album, Until Your Heart Stops, cosicché Brodsky decise di assumere il ruolo di frontman oltre che di chitarrista. Con Adam McGrath all'altra chitarra e John-Robert Conners alla batteria, rimaneva l'assenza di un bassista permanente (si ritrovarono in tour col bassista dei Piebald ad aiutarli). Poco dopo la dipartita di Scrod, i Cave In conobbero Caleb Scofield, cantante degli appena sciolti Strike 3, con cui avevano condiviso il furgone ai tempi del primo tour, ignorando totalmente che sapesse suonare il basso "e anche piuttosto bene". Caleb si offrì di riempire il posto di bassista dei Cave In, contribuendo anche come secondo cantante (in futuro sostituirà spesso Brodsky nel cantare le parti in growl dal vivo).
Con questa formazione registrano Until Your Heart Stops, entrando nelle grazie di Aaron Turner (proprietario della Hydrahead e chitarra/voce negli Isis). Brodsky inizia ad accusare problemi alla voce e alla gola, dovuti all'uso costante del growl e dello screaming; in aggiunta, la band inizia ad esplorare nuove sonorità vicine al progressive e alla psichedelia: con queste premesse, nel 2000 arriva l'album Jupiter, che per quanto sia lontano dal metalcore del suo predecessore viene considerato da molti come il loro capolavoro.
Il nuovo suono post un po' rock 'n' roll e a tratti molto melodico li caratterizza fino in fondo tanto che nel 2003 approdano a una major come la RCA e pubblicano Antenna, l'unico loro vero successo commerciale. Il sound dell'album è ormai diventato decisamente "easy listening"; tuttavia i Cave In sembrano voler tornare sui vecchi passi e quando si vedono rifiutare dalla loro etichetta alcune demo per il nuovo album molto vicine al metal degli inizi, decidono di ritornare alla Hydrahead per pubblicare il loro quarto album nel 2005, Perfect Pitch Black. Poco dopo, Conners lascia brevemente la band per un infortunio e viene sostituito da Ben Koller dei Converge; lascia la band anche il chitarrista McGrath, al punto che nel 2006 la band annuncia la sua inattività, destinata a durare per tre anni.
Nel 2009 i Cave In si riuniscono per un nuovo tour e per registrare un EP, Planets of Old, pubblicato originariamente solo su vinile per celebrare il ritorno della band e in seguito uscito anche su cd. Nel maggio del 2011 esce il nuovo album, a sei anni di distanza dall'ultimo: White Silence.

## Formazione

### Formazione attuale
- Stephen Brodsky - voce, chitarra
- Adam McGrath - chitarra, tastiere, piano, voce
- John-Robert Conners - batteria

### Ex componenti
- Jay Frechette - voce (1995 - 1997)
- Dave Scrod - voce (1997 - 1998)
- Justin Matthes - basso (1995 - 1997)
- Andy Kyte - basso (1997 - 1998)
- Ben Koller - batteria (2005 - 2006)
- Caleb Scofield － basso, voce （1995-2018）（deceduto)

## Discografia

### 7" e demo
- Demo, CD autoprodotto (1995)
- Cave In / Gambit, 7" su Son Of Sam (1996)
- Cave In / Early Grace,  7" su Independence (1996)
- Cave In / Piebald, 7" su Moo Cow (1996)
- Cave In, 7" su Hydrahead (1997)
- Cave In / Children, 7" su Overcome, (2000)
- Lift-Off, 7" su Hydrahead (2002)

### Album in studio
- 1998 - Until Your Heart Stops
- 1999 - Creative Eclipses
- 2000 - Jupiter
- 2002 - Tides Of Tomorrow
- 2003 - Antenna
- 2005 - Perfect Pitch Black
- 2011 - White Silence
- 2019 - Final Transmission
- 2022 - Heavy Pendulum

### Raccolte
- 1997 - Beyond Hypotermia